# Гречкин, Сергей Павлович
Серге́й Па́влович Гре́чкин (1896 — 9 января 1943) — советский военачальник, полковник (1935), участник Великой Отечественной войны. Погиб в бою.

## Биография
Сергей Павлович Гречкин родился в 1896 году в деревне Владимировка (ныне — Лискинского района Воронежской области). Русский.
В Русской императорской армии с 1914 года. Младший унтер-офицер. В составе 483-го Обдорского пехотного полка участвовал в Первой мировой войне.
В Красной Армии с 1918 года. Во время Гражданской войны в России прошёл путь от красноармейца до командира полка. В составе 40-й стрелковой дивизии участвовал в боях против войск генералов А. И. Деникина и П. Н. Врангеля, был контужен и дважды ранен. Некоторое время находился в плену у белогвардейцев. В 1922 году направлен на учёбу в Военную академию РККА и по её окончании в 1926 году направлен для прохождения службы в дивизию особого назначения ОГПУ СССР на должность командира и комиссара полка. С 1929 года командир и комиссар 24-го полка ОГПУ в г. Баку, затем 8-го Закавказского полка ОГПУ в г. Тифлисе. В 1933 году назначен командиром 1-й железнодорожной бригады ОГПУ в Хабаровске. В 1935—1936 годах начальник отдела боевой подготовки Управления пограничной и внутренней охраны по Западно-Сибирскому краю НКВД СССР. С 1936 года — начальник и комиссар 14-го погранотряда Управления пограничных войск НКВД СССР. С 1 апреля 1939 года помощник начальника Волгостроя НКВД СССР.
Начало Великой Отечественной войны встретил в той же должности.
В октябре 1941 года С. П. Гречкин назначен начальником штаба 3-й сапёрной армии, которая выполняла строительство Ивановского оборонительного обвода, оборонительных сооружений на рубеже Пошехоново — Рыбинск — Горький — Чебоксары, а также на дальних подступах к Москве. С августа по сентябрь 1942 года исполнял обязанности командующего армией.
После расформирования армии в сентябре 1942 года направлен в г. Дзержинск для формирования 49-й механизированной бригады, командиром которой он был назначен. В декабре того же года бригада под командованием полковника Гречкина в составе 5-го механизированного корпуса Юго-Западного фронта участвовала в контрнаступлении под Сталинградом и последующем преследовании отходящего противника.
9 января 1943 года Сергей Павлович Гречкин погиб в бою. Похоронен на хуторе Бобовня, ныне Тацинского района Ростовской области.

## Награды
- Орден Красного Знамени
- Медаль «XX лет Рабоче-Крестьянской Красной Армии»